# Ozan İpek
Ozan İpek (Ankara, 10 ottobre 1986) è un calciatore turco, centrocampista dello Yeşil Çivril.

## Palmarès
- Campionato turco: 1

Bursaspor: 2009-2010